# 十字牌牛奶

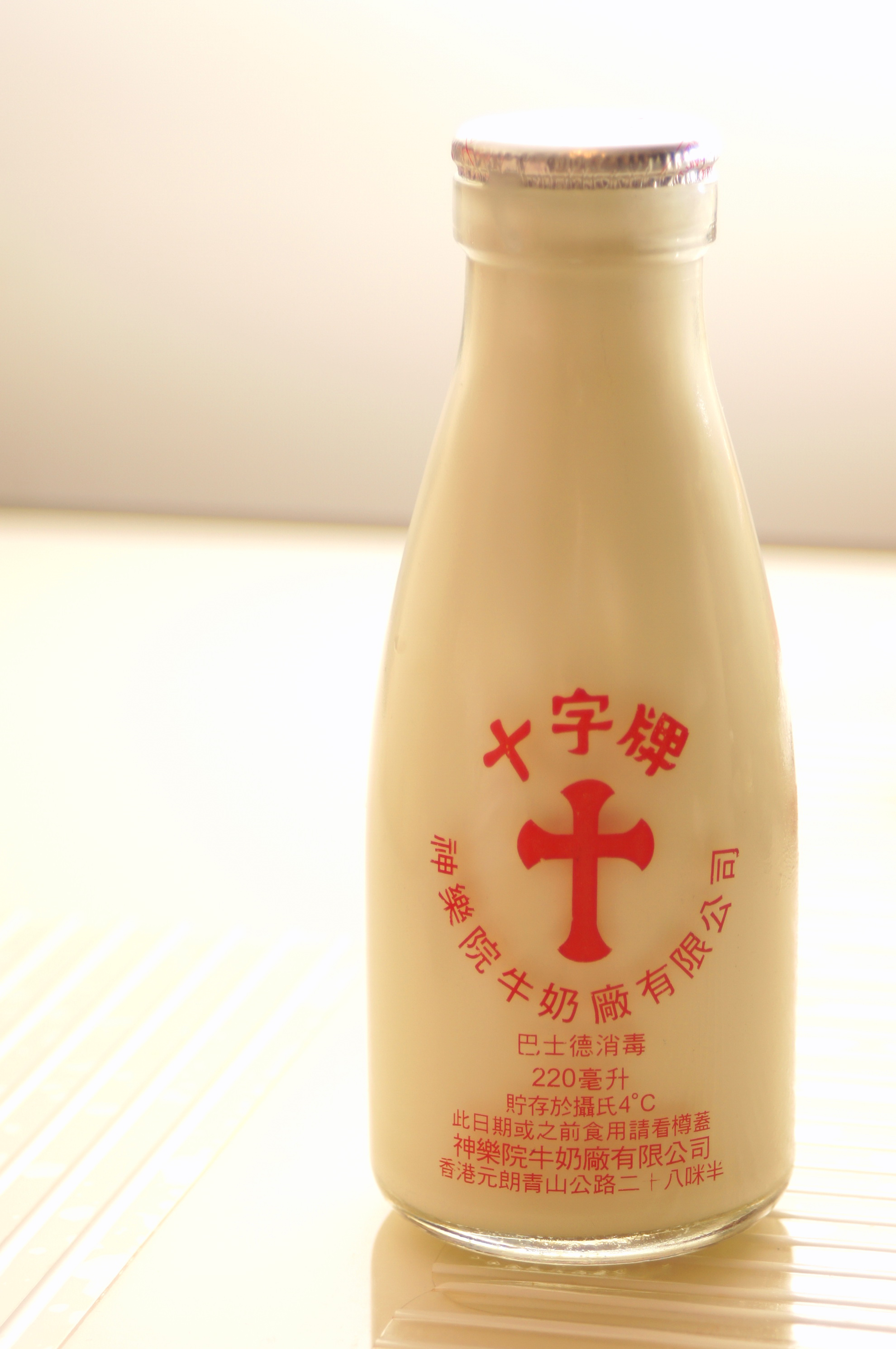
一瓶十字牌牛奶

十字牌（英語：Trappist Dairy）是香港著名的牛奶品牌，其鮮奶及奶類飲品為神樂院牛奶廠有限公司之出品，廠房現址位於元朗大生圍。

## 品牌起源
1953年於大嶼山的嚴規熙篤會聖母神樂院得到姊妹會「安貧小姊妹會」的幫忙，受贈了第一頭乳牛，自此生產牛奶自給自足，剩餘的牛奶還用作款待附近的居民及遊客，與大家一同分享牛奶的營養好滋味，自此「為市民提供優質及營養豐富的牛奶」便成為十字牌的宗旨一直傳承至今。

## 歷史
1953至1958年間，神樂院又得到了母院Vina的捐贈，接受了更多乳牛，牛場漸見規模並開始供應新鮮牛奶給坪洲一帶的士多及居民，隨後更排除萬難，把新鮮牛奶銷售到大嶼山以外的地方。到了1980年代，十字牌牛奶廣受本地居民支持，大嶼山的小型牛奶場已不足以應付大眾需求。有見及此，神父們便開始另覓地方擴建廠房，着手開展由大嶼山搬廠房到元朗大生圍的工作，而肩負這個重任的是十字牌第一任總經理任達義神父。任神父在任期間一直奔走大嶼山及元朗大生圍，日間忙於牛奶廠的事務，晚上繼續教會的事工翻譯經文，而他本人當時亦居於廠房內的員工宿舍內，日夜守護牛奶廠。

## 現況
目前神樂院牛奶廠有限公司由聖母神樂院、本地企業（立基國際）及紀愛華先生的家族成員為主要擁有人。十字牌鮮奶品牌為聖母神樂院所持有，而品牌日常業務則由牛奶廠團隊負責營運和管理，並定時向股東、董事包括聖母神樂院作匯報。
2015年8月，香港食品安全中心透過恆常食物監察計劃，抽取十字牌純鮮奶樣本化驗，發現樣本含菌量未達標準。其後，食品安全中心的監察亦未再發現任何質素問題。
2016年7月及11月，十字牌先後推出了期間限定的綠茶低脂牛奶飲品及紫薯味低脂牛奶飲品。
2021年11月，十字牌推出以2019冠狀病毒病香港疫情為背景、「我只想你身體健康」為主題的音樂廣告，邀請十組來自不同背景的香港人獻唱，包括專家Dickson、FHProductionHK、啱Channel、RubberBand、天使綸音合唱團、晴天林、藍奕邦，以及王宗堯壓軸獻唱。音樂廣告於YouTube上載短短一星期，即獲逾10萬次觀看。

## 外部連結
- 官方网站
- 十字牌牛奶的Facebook專頁